# Louis Brassin (Komponist)

Louis Brassin

Louis Brassin, russisch Луи Брассен (* 24. Juni 1840 in Aachen; † 5. Maijul. / 17. Mai 1884greg. in Sankt Petersburg) war ein belgischer Pianist, Komponist und Musikpädagoge.

## Leben und Wirken
Louis Brassin, der Sohn des Opernsängers Louis Brassin (um 1811–1880), gab sein erstes Konzert im Alter von sechs Jahren in Hamburg. Ein Jahr später, 1847, hatte sein Vater eine Anstellung in Leipzig und Louis besuchte dort das Konservatorium als Schüler von Ignaz Moscheles. Ein denkwürdiges Konzert gab der damals Achtjährige 1848 in Stade, wo er zusammen mit seinem fünfjährigen Bruder Leopold, dem er selber das Klavierspiel beigebracht hatte, auftrat. 1857 konzertierte er unter dem Künstlernamen Brassin zum ersten Mal in Belgien. Ab 1866 lehrte er am Stern’schen Konservatorium in Berlin. Nach der Ernennung zum Klavierprofessor am Konservatorium Brüssel ließ er sich 1869 für zehn Jahre in Belgien nieder, wo er eine gewichtige Rolle im Musikleben des Landes spielte. 1878 übernahm er die Klavierklasse von Theodor Leschetizky am Sankt Petersburger Konservatorium.
Brassin hat zahlreiche Richard-Wagner-Stücke für Klavier bearbeitet und schrieb viele kleinere, heute weitgehend in Vergessenheit geratene Klavierstücke. Zu seinen Schülern zählen Edgar Tinel und Wassili Sapelnikow.
Seine Brüder Leopold Brassin (1843–1890) und der Violinist Gerhard Brassin (1844–nach 1915) unternahmen viele gemeinsame Konzertreisen, sie lehrten am Stern'schen Konservatorium, aber auch in Bern. Beide hinterließen vorwiegend Kompositionen für Klavier.

## Werke
- 2 Klavierkonzerte
- Die deutschen Operetten Der Thronfolger und Der Missionär

### Klavierwerke
- Première grande Polonaise pour Piano.
- Deuxième grande Polonaise pour Piano.
- 3eme grande Polonaise pour Piano.
- Feuillet d'album (Albumblatt) pour le Piano.
- Étude de concert (Ut majeur) pour le Piano.
- Impressions d'Automne (Herbst-Eindrücke.) Trois etudes pour le Piano.
- Menuet, Gavotte et Gigue pour le Piano.
- Polka de la Princesse pour le Piano.
- Sérénade.
- Rêverie pastorale pour le Piano.
- Rêverie pour le Piano.
- Second Galop fantastique de Concert.
- Les Adieux, morceau caractéristique pour Piano.
- Grandes Etudes de Concert pour le Piano. Op. 12 [Nr. 1–6].
- Mazurka de Salon pour Piano. Op. 14.
- Au clair de la lune, Nocturne pour piano. Op. 17
- Deuxième grand polonaise. Op. 18

### Bearbeitungen
- 3 Morceaux pour le Piano d'apres D. Scarlatti.
- Aus R. Wagners Der Ring des Nibelungen. No. 1. Walhall, No. 2. Siegmund's Liebesgesang, No. 3. Feuerzauber, No. 4. Der Ritt der Walküren, No. 5. Waldweben für das Pianoforte frei übertragen von L. Brassin.
- Toccata d-Moll [BWV 565] für Orgel von Joh. Seb. Bach (Autorschaft Bachs heute angezweifelt); für Pianoforte zum Concertvortrag bearbeitet von Louis Brassin.
- Choeur des soldats de l'opéra Faust de Gounod, Transcription de concert pour piano Op. 27.

## Schüler (Auswahl)
- Arthur De Greef
- Gennari Karganow
- Wassili Iljitsch Safonow
- Wassili Lwowitsch Sapelnikow
- Edgar Tinel
- Alfred Wotquenne